# Melanagromyza erythrinae
Melanagromyza erythrinae este o specie de muște din genul Melanagromyza, familia Agromyzidae. A fost descrisă pentru prima dată de Meijere în anul 1910. Conform Catalogue of Life specia Melanagromyza erythrinae nu are subspecii cunoscute.